# 納代爾任希納
49°39′42″N 34°41′43″E / 49.66167°N 34.69528°E
納代爾任希納（羅馬化：Naderzhynshchyna）是烏克蘭的村落，位於該國中部波爾塔瓦州，由波爾塔瓦區負責管轄，處於斯溫基夫卡河左岸，距離希雷2.5公里，海拔高度94米，2001年人口194。